# Henry Goddard Leach
Henry Goddard Leach, född 1880, död 1970, var en amerikansk publicist.
Leach blev filosofie doktor vid Harvard University 1908, studerade i de skandinaviska länderna 1908-10, var sekreterare i The American Scandinavian foundation 1912-1921 och blev dess president 1926. Åren 1913-1921 var han redaktör för The American-Scandinavian review och från 1923 för tidskriften The Forum. Leach utgav bland annat Scandinavia of the Scandinavians (1915) och Angevin Britain and Scandinavia (1921).